# Árajávrre
Árajávrre, enligt tidigare ortografi Arajaure, är en sjö i Jokkmokks kommun i Lappland och ingår i Luleälvens huvudavrinningsområde. Sjön har en area på 2,25 kvadratkilometer och ligger 793 meter över havet. Arajaure ligger i Padjelanta Natura 2000-område. Sjön avvattnas av vattendraget Buoldagiesjjågåsj.

## Delavrinningsområde
Arajaure ingår i det delavrinningsområde (749388-152977) som SMHI kallar för Utloppet av Arajaure. Medelhöjden är 877 meter över havet och ytan är 23,61 kvadratkilometer. Det finns inga avrinningsområden uppströms utan avrinningsområdet är högsta punkten. Buoldagiesjjågåsj som avvattnar avrinningsområdet har biflödesordning 3, vilket innebär att vattnet flödar genom totalt 3 vattendrag (Vuojatädno, Stora Luleälv, Luleälven) innan det når havet efter 402 kilometer. Avrinningsområdet består mestadels av kalfjäll (89 %). Avrinningsområdet har 2,46 kvadratkilometer vattenytor vilket ger det en sjöprocent på 10,4 %. Delavrinningsområdet täcks till 0,65 procent av glaciärer, med en yta av 0,1531 kvadratkilometer.